# Dracut (Massachusetts)
Dracut é uma vila localizada no condado de Middlesex no estado estadounidense de Massachusetts. No Censo de 2010 tinha uma população de 29.457 habitantes e uma densidade populacional de 531,77 pessoas por km².

## Geografia
Dracut encontra-se localizado nas coordenadas 42° 40′ 47″ N, 71° 18′ 02″ O. Segundo o Departamento do Censo dos Estados Unidos, Dracut tem uma superfície total de 55.39 km², da qual 53.44 km² correspondem a terra firme e (3.53%) 1.95 km² é água.

## Demografia
Segundo o censo de 2010, tinha 29.457 pessoas residindo em Dracut. A densidade populacional era de 531,77 hab./km². Dos 29.457 habitantes, Dracut estava composto pelo 90.34% brancos, o 2.5% eram afroamericanos, o 0.14% eram amerindios, o 4.03% eram asiáticos, o 0.02% eram insulares do Pacífico, o 1.36% eram de outras raças e o 1.62% pertenciam a duas ou mais raças. Do total da população o 3.9% eram hispanos ou latinos de qualquer raça.